# Diantre ! Un manant
Diantre ! Un manant (anglais : Hark! A Vagrant) est un webcomic publié par la Canadienne Kate Beaton depuis 2007. Ce titre générique regroupe des gags courts ou des strips s'intéressant de manière humoristique à des personnages historiques et des personnages de fiction célèbres.

## Publications

### En anglais
- Never Learn Anything from History, auto-édition, 2009.
- Hark! A Vagrant, Drawn and Quarterly, 2011.

### En Français
- Diantre ! Un manant, Cambourakis, 2013, traduction de Judith Strauser.

## Récompenses
- 2011 : Prix Harvey de la meilleure bande dessinée en ligne
- 2011 : Prix Ignatz de la meilleure bande dessinée en ligne
- 2012 : Prix Harvey du meilleur auteur, de la meilleure bande dessinée en ligne et prix spécial de l'humour
- 2012 : Prix Ignatz du meilleur recueil
- 2012 :  Prix Doug Wright du meilleur livre
- 2016 : Prix Eisner de la meilleure publication humoristique pour Step Aside, Pops: A Hark! A Vagrant Collection